# A kincstár elöljárója
A kincstár elöljárója (ỉmỉ-r pr ḥḏ; előfordul „a két kincstár elöljárója”, ỉmỉ-r pr.wỉ ḥḏ alakban is; nem világos, nem két különböző funkcióról van-e szó) fontos ókori egyiptomi cím volt. Elsőként az óbirodalmi IV. dinasztia idején említik, legkorábbi ismert viselője Pehernofer. A cím viselői több esetben vezírek is voltak, így két, igen fontos szerepet töltöttek be egyszerre. 
A középbirodalom idején a cím csak ritkán fordul elő, szerepét a kincstárnok (ỉmỉ-r-ḫtm.t, szó szerint: „a pecsét elöljárója” vagy „a lepecsételt dolgok elöljárója”) veszi át, az újbirodalom idejére azonban ismét az udvar egyik legfontosabb címévé válik, átvéve a kincstárnok szerepét. Legismertebb újbirodalmi viselői Maja, Tutanhamon temetésének megszervezője, illetve Tia, II. Ramszesz sógora. A cím előfordul a Későkorban is.
A kincstárban a palota értékeit őrizték, nem csak a fémtárgyakat, hanem például a vásznat, bort és talán az olajat is is. Az elöljáró így gyakorlatilag az ország vagyonának kezeléséért felelt.

## Ismert viselői
| Óbirodalom - Pehernofer (IV. dinasztia eleje) - Meri (IV. dinasztia) - Nofer (IV. dinasztia) - Ahi (IV. dinasztia, Menkauré alatt) - Izi (IV. dinasztia) - Kaiemked (V. dinasztia) - Werireni (V. dinasztia) - Nikauptah (V. dinasztia) - Dzsefaui (V. dinasztia) - Kaipura (V. dinasztia) - Kai (V. dinasztia) - Pehenuikai (V. dinasztia; vezír is) - II. Kai (V. dinasztia) - Ptahhotep (V. dinasztia, Dzsedkaré; vezír is) - Ptahhotep (V. dinasztia, Dzsedkaré; vezír is) - Szenedzsemib Inti (V. dinasztia, Dzsedkaré; vezír is) - Ahethotep (V. dinasztia, Unasz; vezír is) - Ahethotep Hemi (V. dinasztia, Unasz; vezír is) - Ihi (V. dinasztia, Unasz; vezír is) - Iynofert Sanef (V. dinasztia, Unasz) - Hainpu (V. dinasztia) - Nofer - Szesemu - Niszuuszeret - Heszeszi - Hnumneti - Mehu (V. vagy VI. dinasztia) - Kagemni (VI. dinasztia, Teti) - Noferszesemré - Anhmahór - Kadebehen - Anhhaf - Mereruka (VI. dinasztia, Teti; vezír is) - Hentika (VI. dinasztia, I. Pepi) - Niszuanhahet - Ptahhotep Középbirodalom - Dagi (XI. dinasztia, II. Montuhotep; vezír is) - Iai - Szehotepibréanh - Ameniszeneb | Újbirodalom - Minmosze (XVIII. dinasztia, Hatsepszut) - Dzsehuti (XVIII. dinasztia, Hatsepszut) - Szememiah (XVIII. dinasztia, Hatsepszut) - Benermerut (XVIII. dinasztia, III. Thotmesz) - Thotnofer (XVIII. dinasztia, II. Amenhotep) - Amenmosze (XVIII. dinasztia, II. Amenhotep) - Amenemhat (XVIII. dinasztia, IV. Thotmesz) - Nahtmontu (XVIII. dinasztia) - Heneszu (XVIII. dinasztia) - Merimosze (XVIII. dinasztia, III. Amenhotep) - Szobekmosze (XVIII. dinasztia, III. Amenhotep) - Szobekhotep (XVIII. dinasztia, III. Amenhotep) - Meriptah (XVIII. dinasztia, III. Amenhotep) - Hui (XVIII. dinasztia, Ehnaton) - Szuti (XVIII. dinasztia, Ehnaton) - Maja (XVIII. dinasztia, Tutanhamon, Ay, Horemheb) - Nebmehit (XIX. dinasztia, I. Széthi) - Paszer (XIX. dinasztia, II. Ramszesz) - Paneheszi (XIX. dinasztia, II. Ramszesz) - Tia (XIX. dinasztia, II. Ramszesz) - Ameneminet (XIX. dinasztia, II. Ramszesz) - Széthi (XIX. dinasztia, II. Ramszesz) - Szuti (XIX. dinasztia, II. Ramszesz) - Paitenheb (XIX. dinasztia, II. Ramszesz) - Tai (XIX. dinasztia, Merenptah) - Meriptah (XIX. dinasztia, Merenptah) - Paréemheb (XIX. dinasztia, II. Széthi) - Piai (XIX. dinasztia, Sziptah) - Pairi (XX. dinasztia, III. Ramszesz) - Haemtir (XX. dinasztia, III. Ramszesz, IV. Ramszesz, V. Ramszesz) - Montuemtaui (XX. dinasztia, III. Ramszesz, IV. Ramszesz, V. Ramszesz) - Penpamer (XX. dinasztia, V. Ramszesz) - Ramosze (XX. dinasztia) - Amenmosze (XX. dinasztia) - Amenhotep (XX. dinasztia, IX. Ramszesz) - Nesziamon (XX. dinasztia, IX. Ramszesz) - Menmaatrénaht (XX. dinasztia, XI. Ramszesz) - Wenennofer Későkor - Paieftjauemauineith (XXVI. dinasztia, Apriész) - Uahibré (XXVI. dinasztia, II. Jahmesz) - Hekaemszaf (XXVI. dinasztia, II. Jahmesz; sírja Szakkarában van) - Ptahhotep (XXVI. dinasztia; csak egy koporsó feliratáról ismert) |

## Fordítás
- Ez a szócikk részben vagy egészben  az   Overseer of the Treasuries című angol Wikipédia-szócikk ezen változatának fordításán alapul.  Az eredeti cikk szerkesztőit annak laptörténete sorolja fel. Ez a jelzés csupán a megfogalmazás eredetét és a szerzői jogokat jelzi, nem szolgál a cikkben szereplő információk forrásmegjelöléseként.
- Ez a szócikk részben vagy egészben  a   Schatzhausvorsteher című német Wikipédia-szócikk ezen változatának fordításán alapul.  Az eredeti cikk szerkesztőit annak laptörténete sorolja fel. Ez a jelzés csupán a megfogalmazás eredetét és a szerzői jogokat jelzi, nem szolgál a cikkben szereplő információk forrásmegjelöléseként.